# Jakob Friedrich Fries
Jacob Friedrich Fries (Barby, 23 agosto 1773 – Jena, 10 agosto 1843) è stato un filosofo, fisico e matematico tedesco.

## Vita
Figlio di un pastore protestante, dal 1778 Fries ricevette la sua prima educazione negli istituti pedagogici pietisti dei Fratelli Moravi ad Herrnhut, a Niesky, come già il più anziano Friedrich Schleiermacher. Conclusi gli studi di teologia presso il Seminario teologico locale, si dedicò a partire dal 1795 a studi di giurisprudenza e filosofia dapprima all'Università di Lipsia, quindi dal 1797 a Jena, avendo a maestro Johann Gottlieb Fichte. Dal 1800 trovò impiego come precettore privato in Svizzera, addottorandosi nello stesso anno con Fichte, e con lui abilitandosi l'anno seguente con lo scritto De intuitu intellectuali ['L'intuizione intellettuale'].
Nominato nel 1805 professore straordinario di filosofia all'Università di Jena insieme al suo rivale, Georg Wilhelm Friedrich Hegel, Fries si trasferì quello stesso anno ad Heidelberg per assumervi la cattedra di Filosofia e Matematica elementare (ampliata dal 1812 anche a Fisica).
Nel 1816 Fries fu richiamato a Jena, dove però nel 1819 dovette subire l'interdizione dall'insegnamento in ottemperanza ai deliberati di Karlsbad. Dal 1824 gli fu permesso di tenere lezioni di matematica e fisica, ma soltanto dal 1838 poté ritornare ad insegnare Filosofia, sicché la sua influenza filosofica rimase anche in seguito circoscritta.

## Pensiero
Sebbene Fries fosse giunto a svincolarsi dall'originaria impostazione pietista, alcuni elementi religiosi restarono strutturalmente determinanti nello sviluppo del suo sistema filosofico. 
Egli definì la propria posizione filosofica nei confronti dei contemporanei nel primo scritto critico: Reinhold, Fichte und Schelling (‘Reinhold, Fichte e Schelling’, 1803; ristampa nel 1824 con il tit. Polemische Schriften, ‘Scritti polemici’), nonché nelle trattazioni System der Philosophie als evidenter Wissenschaft (‘Sistema di filosofia come scienza evidente’, 1804) e Wissen, Glaube und Ahndung (‘Sapere, fede e presentimento’, 1805, nuova ed. 1905).
La sua trattazione più importante, la Neue oder anthropologische Kritik der Vernunft (‘Critica nuova o antropologica della ragione’,  1807, seconda ed. 1828/1831), descrive il tentativo di rifondare la teoria critica di Immanuel Kant sull'autoriflessione e la ‘fiducia in sé della ragione’ (Selbstvertrauen der Vernunft); essa portò i critici all'accusa di ‘psicologismo’ rivolta ai fondamenti del sistema friesiano, ma in tempi più recenti alcuni interpreti hanno respinto un'eccessiva semplificazione dei contenuti teorici, sottolineando la distinzione, presente in Fries, tra psicologia empirica e psicologia trascendentale, e la presenza di un piano metalinguistico come piano proprio della critica. Nel 1811 apparve il System der Logik ('Sistema di logica'), e nel 1814 Julius und Evagoras, ein philosophischer Roman ('Giulio ed Evagora, un romanzo filosofico'). In occasione della sua chiamata a Jena, sulla cattedra di Filosofia teoretica, Matematica, Fisica e Storia della Filosofia moderna, intraprese una crociata contro il Romanticismo dominante.
Politicamente un dichiarato liberale, nazionalista ed unionista, sostenitore delle confraternite studentesche, le Burschenschaften, molto attive nella lotta per l'unificazione nazionale, Fries espose le sue idee nello scritto Von deutschem Bund und deutscher Staatsverfassung (‘Sulla Confederazione Germanica e la costituzione statale tedesca’, 1816), che dedicò ‘alla gioventù tedesca’. Nel 1817 prese parte come oratore alla prima Festa della Wartburg. Nel suo scritto polemico Über die Gefährdung des Wohlstandes und Charakters der Deutschen durch die Juden (‘La destabilizzazione del benessere e del carattere dei tedeschi a causa degli ebrei’, 1816), usò toni molto duri nei confronti degli ebrei: definì il giudaismo un ‘parassita’, pretese un simbolo sulle vesti degli ebrei per distinguerli dal resto della popolazione, li descrisse come responsabili della crescente mercificazione della società, ed auspicò l'emigrazione degli ebrei tedeschi all'estero.
Nel 1819 gli effetti dei deliberati di Karlsbad gli impedirono un'ulteriore propaganda a favore delle sue idee. Ciò avvenne quando, nel clima persecutorio venutosi ad instaurare all'indomani dei deliberati, fu rinvenuto un documento compromettente indirizzato da Fries al suo antico allievo Karl Ludwig Sand, l'assassino di Kotzebue. Questo era una lettera, trovata in possesso di un altro studente, nella quale Fries sconsigliava a Sand l'adesione a società segrete: essa venne nondimeno considerata malevolmente dalle autorità come un addebito accusatorio nei confronti dello stesso Fries. La Commissione centrale investigativa, con sede a Magonza, lo condannò anche per la partecipazione alla Festa della Wartburg e ne decretò la sospensione dall'insegnamento, in ottemperanza ai deliberati; nonostante ciò, il Duca di Weimar continuò a corrispondergli lo stipendio. La sospensione durò dal 1818 fino al 1824.
Teoricamente, Fries prende le mosse dalla critica alla deduzione trascendentale kantiana. Nella Nuova critica chiarisce che non è possibile conoscere o provare princìpi a priori partendo dalla semplice esperienza, o dalle scienze empiriche: essi invece possono essere conosciuti mediante una descrizione 'antropologica' delle principali operazioni della mente. Non possiamo quindi provare la validità oggettiva di princìpi come quello di causalità, ma soltanto la loro soggettiva necessità affinché sia possibile costruire un sistema dell'esperienza.
Dal punto di vista della dottrina pratica, Fries è noto come lo scopritore del principio di ‘presentimento’ (Ahndung), mediante il quale cercò di sottrarsi al dilemma tra fede e sapere. Assegnò quindi al sentimento ed all'estetica un ruolo in quanto princìpi dell'azione. ‘Devozione’ (Andacht) e ‘Sacrificio’ (Hingabe) divennero principi extrareligiosi dell'agire politico: secondo Fries la convinzione (Überzeugung) e l'intenzione morale (Gesinnung) sono elementi motivazionali idonei ad attivare la partecipazione alla lotta politica. L'impostazione di Fries ad oggi non ha perso nulla della sua forza dimostrativa nello spiegare la fenomenologia di azioni ideologicamente connotate.

## Opere
Questi sono i suoi lavori più noti:
- Reinhold, Fichte und Schelling ('Reinhold, Fichte e Schelling', Lipsia 1803);
- System der Philosophie als evidenter Wissenschaft ('Sistema di filosofia come scienza evidente', Lipsia 1804);
- Wissen, Glauben und Ahndung ('Sapere, fede e presentimento', Jena 1805);
- Neue oder anthropologische Kritik der Vernunft, 3 voll., ('Nuova critica [2. ed.: ovvero critica antropologica] della ragione', Heidelberg 1807; seconda ed., ivi 1828/1831);
- System der Logik, ('Sistema di logica', Heidelberg 1811);
- Handbuch der praktischen Philosophie, 2 voll. ('Manuale di filosofia pratica', Heidelberg 1818/1832);
- Handbuch der psychischen Anthropologie oder der Lehre von der Natur des menschlichen Geistes, 2 voll. ('Manuale di antropologia psichica o dottrina della natura dello spirito umano', 1820/1821, seconda ed. 1837/1839);
- Die mathematische Naturphilosophie nach philosophischer Methode bearbeitet ('La filosofia matematica della natura, elaborata secondo il metodo filosofico', Heidelberg 1822);
- System der Metaphysik, ('Sistema di metafisica', Heidelberg 1824);
- Geschichte der Philosophie, 2 voll. ('Storia della filosofia', Halle 1837/1840);
- Politik oder philosophische Staatslehre ('Politica o dottrina filosofica dello Stato', edita postuma a cura di E. F. Apelt, Jena 1848; rist. Olms, Hildesheim 1967).

Dal 1967 è in corso la pubblicazione delle opere complete, con il titolo Jakob Friedrich Fries - Sämtliche Schriften. Nach den Ausgaben letzter Hand zusammengestellt, eingeleitet und mit einem Fries-Lexikon versehen, hrsg. von Gert König (Bochum) und Lutz Geldsetzer (Düsseldorf) ['J. F. Fries – Tutti gli scritti. Riuniti, introdotti e con un lessico dei termini di Fries ed. a cura di Gert König (Bochum) e Lutz Geldsetzer (Düsseldorf)', 1967 sgg.], prevista in oltre 30 voll., editi dalla casa editrice Scientia, ad Aalen.

## Eredità culturale (‘Scuole friesiane’)
Alla ‘prima scuola friesiana’, attiva tra il 1847 ed il 1849, appartennero: il filosofo Ernst Friedrich Apelt (1815-1859), il suo più noto rappresentante, editore della rivista «Abhandlungen der Fries'schen Schule», i filosofi Ernst Sigismund Mirbt (1799-1847), Friedrich van Calker (1790-1870) e Heinrich Johann Theodor Schmid (1799-1836), nonché il botanico Ernst Hallier (1831-1904), lo zoologo Oscar Schmidt (1823-1886) ed il matematico Oskar Schlömilch (1823-1901).
Il matematico Carl Friedrich Gauß (1777-1855) ed il botanico Matthias Jacob Schleiden (1804-1881) si dichiararono grandi estimatori di Fries. 
Decisivo l'apporto della filosofia di Fries nell'opera e nel pensiero del filosofo e teologo Friedrich Eduard Beneke (1798-1854); altrettanto può dirsi per il filosofo Jürgen Bona Meyer (1829-1897) ed i teologi Wilhelm Martin Leberecht de Wette (1780–1849), Carl Heinrich Schleiden (1809-1890), fratello del succitato botanico, quindi ancora per Karl August von Hase (1800-1890), Karl Schramm (1810-1888), Dankegott Kramer edOtto Eggeling.
Un filosofo di Gottinga, Leonard Nelson, fondò all'inizio del XX. sec. una ‘scuola neo-friesiana’, pubblicando a partire dal 1904 una nuova serie delle «Abhandlungen der Fries'schen Schule» (6 voll., 1904-1937) e fondando nel 1913, con lo psichiatra e psicoterapeuta Arthur Kronfeld come direttore amministrativo, una Jakob-Friedrich-Fries-Gesellschaft (‘Società Jacob Friedrich Fries’), attiva fino al 1921.
Dal 1958 al 1987 la rivista «Ratio», pubblicata da Julius Kraft, allievo di Nelson, seguì un indirizzo ‘neo-friesiano’; a partire però dal 1987 la rivista, in una nuova serie, non ha mantenuto più alcun legame con la scuola neo-friesiana.
In tempi più recenti i rappresentanti tedeschi del razionalismo critico popperiano, Hans Albert ed Helmut F. Spinner, si sono riallacciati all'insegnamento di Fries; negli Stati Uniti il filosofo Kelley L. Ross ha ispirato il suo pensiero alla filosofia friesiana, e pubblica dal 1996 un periodico telematico (e-journal) dal titolo «The Proceedings of the Friesian School» (quarta serie), con un ‘Archivio filosofico’.

### Bibliografie, repertori, articoli d'enciclopedia
- Heinrich von Eggeling, Fries, Jakob, in Allgemeine Deutsche Biographie, Duncker & Humblot, Lipsia 1878; vol. 8, pp. 73–81.
- Bruno Bianco, J. F. Fries. Rassegna storica degli studi (1803-1978), Bibliopolis, Napoli 1980
- T. Glasmacher, Fries – Apelt – Schleiden. Verzeichnis der Primär- und Sekundärliteratur. 1798-1988, Verlag für Philosophie, Colonia 1989.
- Stefano Poggi, L'analisi della mente, in Storia della filosofia. L'Ottocento, a cura di Pietro Rossi e Carlo Augusto Viano, Laterza, Roma-Bari 1997; pp. 281–308, su Fries cfr. specialmente le pp. 292–295.
- Allen W. Wood, Fries, Jacob Friedrich, in Routledge Encyclopedia of Philosophy, a cura di Edward Craig, Routledge, London 1998; vol. 3, pp. 798–799.
- Thomas Neumann, Fries, Jakob Friedrich, in Dizionario delle opere filosofiche, a cura di Franco Volpi, Bruno Mondadori, Milano 2000; pp. 399–401.
- Vittorio Mathieu e Pierluigi Valenza, Fries, Jacob Friedrich, in Enciclopedia filosofica, a cura di AA.VV., Bompiani, Milano 2006; vol. 5, pp. 4491–4492.

### Articoli e monografie
- E. L. Th. Henke, Jakob Friedrich Fries. Aus seinem handschriftlichen Nachlaß dargestellt, Lipsia 1867
- Th. Elsenhans, Fries und Kant. Ein Beitrag zur Geschichte und zur systematischen Grundlegung der Erkenntnistheorie, 2 voll., Töpelmann, Giessen 1906
- R. Otto, Kantisch-Fries'sche Religionsphilosophie und ihre Anwendung auf die Philosophie, Mohr, Tubinga 1909; trad. ingl., Londra 1931.
- A. Kastil, Jakob Friedrich Fries' Lehre von der unmittelbaren Erkenntnis. Eine Nachprüfung seiner Reform der theoretischen Philosophie Kants, Vandenhoeck & Ruprecht, Gottinga 1912
- M. Hasseblatt, J. F. Fries. Seine Philosophie und seine Persönlichkeit, Monaco 1922;
- J. Kraft, Die Methode der Rechtstheorie in der Schule von Kant und Fries, Berlino 1924
- W. Dubislav, Die Friessche Lehre von der Begründung, Mattig, Dömitz 1926
- K. Heinrich, Über die realistiche Tendenz in der Erkenntnislehre von J. F. Fries, Becker, Würzburg 1931
- J. Hasenfuss, Die Religionsphilosophie bei J. F. Fries, Becker, Würzburg 1935
- L. Nelson, Fortschritte und Rückschritte der Philosophie, Francoforte sul Meno 1962
- K. H. Bloching, J. F. Fries' Philosophie als Theorie der Subjektivität, Münster 1971
- U. Peinkofer, Der Begriff des Glaubens bei F. H. Jacobi, J. G. Fichte und J. F. Fries, Düsseldorf 1976
- Stefano Poggi, I sistemi dell'esperienza. Psicologia, logica e teoria della scienza da Kant a Wundt, Il Mulino, Bologna 1977
- Wolfgang Bonsiepen, Die Begründung einer Naturphilosophie bei Kant, Schelling, Fries und Hegel. Mathematische versus spekulative Naturphilosophie, Klostermann, Francoforte sul Meno 1997 (contemporaneamente: scritto di abilitazione presentato all'Università di Bochum, 1995). ISBN 3-465-02889-9.
- Gerald Hubmann, Ethische Überzeugung und politisches Handeln. Jakob Friedrich Fries und die deutsche Tradition der Gesinnungsethik, Winter, Heidelberg 1997 (contemporaneamente: dissertazione, Francoforte sul Meno 1996). ISBN 3-8253-0536-8.
- Kai Herrmann, Wolfram Hogrebe (a cura di), Jakob Friedrich Fries – Philosoph, Naturwissenschaftler und Mathematiker, atti del simposio:  Probleme und Perspektiven von Jakob Friedrich Fries' Erkenntnislehre und Naturphilosophie, tenuto dal 9 all'11 ottobre 1997 all'Università Friedrich Schiller di Jena, Lang, Berlino et al. 1999. ISBN 3-631-31429-9.
- Kai Herrmann, Mathematische Naturphilosophie in der Grundlagendiskussion. Jakob Friedrich Fries und die Wissenschaften, Vandenhoeck & Ruprecht, Gottinga 2000. ISBN 3-525-30516-8.

### Opere correlate
- Peter Fasel, Revolte und Judenmord. Hartwig von Hundt-Radowsky 1780–1835. Biografie eines Demagogen, Metropol-Verlag, Berlin 2010. ISBN 978-3-938690-23-9; recensione apparsa sul Die Zeit, supplemento letterario, n. 12, Marzo 2010, pp. 69 sg.